# Exilles
Exilles (tiếng Latin: Scingomagus) là một đô thị ở tỉnh Torino trong vùng Piedmont của Italia, có vị trí cách khoảng 60 km về phía tây của Torino, nước Ý, ở biên giới với Pháp. Tại thời điểm ngày 31 tháng 12 năm 2004, đô thị này có dân số 285 người và diện tích là 44,4 km².
Đô thị Exilles có các frazioni (các đơn vị trực thuộc, chủ yếu là các làng) Deveys, Cels, San Colombano, và Champbons.
Exilles giáp các đô thị: Bardonecchia, Bramans (France), Chiomonte, Giaglione, Oulx, Pragelato, Salbertrand, và Usseaux.